# هرائوس
هرائوس (انگلیسی: Heraeus) شرکت فناوری اطلاعات آلمانی است، که در سال ۱۸۵۱ تأسیس شد.